# جون دافيد موريس
جون دافيد موريس (بالإنجليزية: John David Morris)‏ وهو باحث أمريكي في مجال خلقية الأرض الفتية ولد في سنة 1946 في الولايات المتحدة وهو ابن هنري موريس مؤسس علم الخلق و رئيس معهد الأبحاث المختصة بالخلق وهو كاتب ينتقد تعدد المذاهب في المسيحية وينتقد نظرية التطور، وهو خريج جامعة أوكلاهوما.